# أونغ زاو
أونغ زاو مواليد 5 مارس 1990، هو لاعب كرة قدم بورمي. يلعب في مركز الدفاع.

## المسيرة الاحترافية

### أندية لعب لها
- نادي يانغون يونايتد

## روابط خارجية
- أونغ زاو على موقع قاعدة بيانات كرة القدم.إي يو (الإنجليزية)
- أونغ زاو على موقع ناشيونال فوتبول تيمز (الإنجليزية)